# 7396 Brusin
A 7396 Brusin (ideiglenes jelöléssel 1986 EQ2) a Naprendszer kisbolygóövében található aszteroida. Walter Ferreri fedezte fel 1986. március 4-én.